# Palpoxena
Palpoxena is een geslacht van kevers uit de familie bladkevers (Chrysomelidae).
De wetenschappelijke naam van het geslacht werd in 1861 gepubliceerd door Joseph Sugar Baly.

## Soorten
- Palpoxena abdominalis (Laboissiere, 1926)
- Palpoxena apicalis (Jacoby, 1889)
- Palpoxena barbata (Baly, 1879)
- Palpoxena bella (Weise, 1922)
- Palpoxena bicolor (Laboissiere, 1921)
- Palpoxena caeruleipennis (Baly, 1888)
- Palpoxena carinata Bryant, 1960
- Palpoxena coccinea (Jacoby, 1899)
- Palpoxena coomani (Laboissiere, 1933)
- Palpoxena costata (Allard, 1889)
- Palpoxena costatipennis (Jacoby, 1896)
- Palpoxena crassipalpis (Jacoby, 1892)
- Palpoxena dilaticornis (Jacoby, 1896)
- Palpoxena divisa (Jacoby, 1894)
- Palpoxena ertli (Weise, 1903)
- Palpoxena eximia (Baly, 1879)
- Palpoxena facialis (Baly, 1886)
- Palpoxena fissipes (Laboissiere, 1924)
- Palpoxena flava (Laboissiere, 1939)
- Palpoxena gracilis (Jacoby, 1889)
- Palpoxena hauseri (Weise, 1903)
- Palpoxena hirtipennis (Jacoby, 1887)
- Palpoxena indica (Jacoby, 1889)
- Palpoxena jacobyi (Baly, 1888)
- Palpoxena juno (Weise, 1912)
- Palpoxena konbirensis (Weise, 1924)
- Palpoxena laeta Baly, 1861
- Palpoxena latifrons (Jacoby, 1904)
- Palpoxena longicornis (Jacoby, 1895)
- Palpoxena margaritacea (Laboissiere, 1920)
- Palpoxena marginata (Laboissiere, 1920)
- Palpoxena metallica (Jacoby, 1886)
- Palpoxena modesta (Jacoby, 1896)
- Palpoxena nasika (Maulik, 1936)
- Palpoxena nasuta (Westwood, 1837)
- Palpoxena nigricollis (Allard, 1889)
- Palpoxena nigriventris (Allard, 1889)
- Palpoxena nigromarginata (Jacoby, 1895)
- Palpoxena pallida (Jacoby, 1896)
- Palpoxena pallipes (Fabricius, 1801)
- Palpoxena patrizii (Laboissiere, 1937)
- Palpoxena pilicornis (Jacoby, 1896)
- Palpoxena praetoriae (Gahan, 1892)
- Palpoxena rufipennis (Jacoby, 1887)
- Palpoxena rufofulva (Jacoby, 1896)
- Palpoxena sabahensis Mohamedsaid, 1997
- Palpoxena sumatrensis (Jacoby, 1886)
- Palpoxena theobromae (Bryant, 1948)
- Palpoxena truncatipennis (Jacoby, 1936)
- Palpoxena ugandensis (Laboissiere, 1937)
- Palpoxena ulyssis (Laboissiere, 1933)
- Palpoxena variabilis (Jacoby, 1886)
- Palpoxena violaceipennis (Jacoby, 1896)
- Palpoxena viridis (Hope, 1831)